# Es mentira
Es mentira es el primer álbum de estudio del grupo argentino Miranda!, lanzado el 11 de noviembre del 2002 (un año después de su formación) por la discografía Secsy Discos. Anterior al lanzamiento del álbum, fue publicada una demo que contenía cuatro canciones, estas eran: «Bailarina», «Imán», «Agua» y «Tiempo».
El disco fue editado por Secsy Discos con colaboración del canal Locomotion, con la totalidad de sus diez canciones y lanzado el 11 de noviembre de 2002, fue grabado y producido por Alejandro Sergi y Bruno de Vincenti en su estudio Acum23, y masterizado por Leonel Castillo. Para el disco, las canciones que formaron parte de la demo contaron con una reedición, también incluidas en la edición posteriormente lanzada por Pelo Music, la cual fue remezclada y remasterizada por Tony Rodríguez, Mario Breuer y Andrés Breuer.
El primer corte de difusión fue «Bailarina», canción que contó con un video musical realizado por Doma, grupo también encargado del arte de tapa del disco. Dicho video musical fue publicado y transmitido por el canal Locomotion, en el cual también se transmitieron los video musical de las canciones «Imán», «Tu juego» y «Agua».

## Lista de canciones
| Es Mentira |              |          |  |
| N.º        | Título       | Duración |  |
| 1.         | «Bailarina»  | 4:43     |  |
| 2.         | «Horóscopo»  | 4:42     |  |
| 3.         | «Romix»      | 3:57     |  |
| 4.         | «Imán»       | 4:23     |  |
| 5.         | «Tu juego»   | 4:02     |  |
| 6.         | «Agua»       | 4:44     |  |
| 7.         | «Ven»        | 5:06     |  |
| 8.         | «Mentira»    | 3:53     |  |
| 9.         | «Tiempo»     | 5:36     |  |
| 10.        | «Casualidad» | 5:35     |  |
| 46:37      |              |          |  |

Notas
- Todas las canciones fueron compuestas por Alejandro Sergi.
- Todas las canciones fueron producidas por Bruno de Vincenti.

## Créditos
Créditos adaptados de las notas del álbum.
Músicos
| - Ale Sergi – voz, programación - Juliana Gattas – voz - Leandro Fuentes – voces, guitarra | - Bruno de Vincenti – programación - Sebastián Rimoldi – piano rhodes (8) |

Técnico
| - Laura Bilbao – management | - L. Castillo – márterizado |

Recursos
| - Oscar Fernández – pelos - Rodrigo Piza – producción ejecutiva - Walter Zamora – director de arte | - Doma – arte, diseño - Locomotion – arte, diseño |